# 罗彩霞事件
罗彩霞事件是发现于2009年，湖南人罗彩霞被湖南省隆回县公安局原政委王峥嵘女儿王佳俊冒名顶替上大学的事件，事件前后涉及湖南、贵州、天津、广东等多个省市，以及公安、教育、高招诸多部门和派出所、中学、高校等多个单位。
湖南省邵东县灵官殿镇人罗彩霞，毕业于邵东一中，2004年参加高考，获得514分，未收到录取通知书，复读一年后考入天津师范大学。2009年3月1日，在其到建设银行办理业务时，被银行告知其本人信息与网上身份不符合。原来系同班同学王佳俊（隆回县公安局原政委王峥嵘女儿）冒用了罗彩霞信息，被贵州师范大学录取。4月，罗彩霞在天津市西青区提起民事诉讼。湖南省亦对王峥嵘等人展开调查。5月11日，王峥嵘因涉嫌伪造公文罪被刑事拘留，当年的班主任张文迪被纪委“双规”。

## 案情
罗彩霞是湖南省邵东县灵官殿镇人，她和王佳俊均为邵东一中2004年298班应届文科毕业生，2004年参加高考，获得514分，没达到湖南省当年的二本录取分数线。罗彩霞未收到录取通知书，复读一年后考入天津师范大学。
王佳俊2004年高考成绩为335分，远未达到普通高校本科最低控制录取线。2004年9月，时任隆回县公安局政委的王峥嵘（王佳俊的父亲）在王佳俊班主任老师张文迪的帮助下，获得了罗彩霞高考成绩等相关信息，随后通过伪造罗彩霞的迁移证、高考档案，并通过同学关系最终使女儿王佳俊被贵州师范大学思想政治教育专业降低20分定向补录。贵州师范大学历史与政治学院院长唐昆雄，代领了假罗彩霞（即王佳俊）的录取通知书。
2009年3月1日，罗彩霞到建设银行办理网上银行业务时，被银行告知其本人信息与网上身份不符合。原来系同班同学王佳俊（隆回县公安局原政委王峥嵘女儿）冒用了罗彩霞信息，被贵州师范大学录取。
冒名顶替上大学事件意外浮现。此事经媒体曝光后，有关部门遂展开调查。
罗彩霞事件引起社会高度关注，公安部长孟建柱对此案做出批示。湖南省纪检委牵头成立的调查协调组已经进驻邵东县。

## 调查终结
湖南省对罗彩霞事件的调查日前正式终结，省联合调查组6月2日通报了相关信息。王峥嵘因伪造、变造国家机关公文、证件、印章，涉嫌犯罪，已被邵阳市人民检察院批准逮捕，交由司法机关依法处理。涉及此案的邵东一中教师张文迪、原邵东县公安局界岭派出所所长姚亮生因违纪违规，被邵东县纪委立案查处。其中，张文迪被给予留党察看一年和降级处分，姚亮生被给予留党察看一年和行政降级处分。

## 审理及后续事件
2009年4月22日，罗彩霞一纸诉状将王佳俊作为第一被告、将王峥嵘、杨荣华、湖南邵东县第一中学、湖南邵东县教育局、贵州师范大学和贵阳市教育局分别作为第二、三、四、五、六、七被告告起诉至天津市西青区人民法院。6月，又将贵州师范大学历史与政治学院院长唐昆雄教授追加为第8名被告。
2009年7月3日，罗彩霞在其博客上传了天津师范大学毕业证书、学士学位证书和教师资格证等三个证书的照片。罗在接受记者采访时称，毕业证和学位证是在7月1日领到的，教师资格证是在7月2日领到的。
另据媒体报道，王峥嵘和贵州师范大学已向天津市西青区人民法院提交答辩状。
10月26日，王峥嵘被湖南省邵阳市北塔区人民法院一审判处有期徒刑二年，与原犯的受贿罪所判处的有期徒刑三年刑罚数罪并罚，决定执行有期徒刑四年。
2010年8月13日下午13时，湖南省长沙市中级人民法院第二审判庭宣判罗彩霞案，案件由天津市西青区人民法院审判员组成合议庭审理。经过四个多小时的庭审和调解，原被告双方达成和解协议，罗彩霞在庭下调解时作出很大让步，被告王峥嵘一次性向罗彩霞支付4.5万元赔偿金，罗彩霞放弃其他诉讼请求。庭审期间，王峥嵘的代理律师代表王峥嵘向罗彩霞鞠躬致歉。该案也成为侵犯姓名权案件获取赔偿数额最高的案件。
2011年2月14日，有媒体从湖南省隆回县经济工作会议上获悉，2010年，该县在反腐败工作中给予党政纪处分85人，其中包括追究了县公安局前政委王峥嵘在“罗彩霞事件”中的纪律责任，开除其公职。